# Míriam Díez Bosch
Míriam Díez Bosch (Girona, 1973) és una periodista especialitzada en religió i professora universitària.
Des del 2019 és vicedegana de Recerca i Relacions Internacionals de la Facultat de Comunicació i Relacions Internacionals Blanquerna de la Universitat Ramon Llull i professora de la mateixa facultat.

## Biografia
Va començar la seva trajectòria com a periodista el 1994 a la redacció del diari El Punt de Girona. Periodista especialitzada en temàtica religiosa, el 1999 va començar a treballar a l'Agència Internacional de notícies Zenit de Roma. El 2006 va cofundar l'Agència Internacional Multimèdia H2onews i després va continuar com a periodista al portal digital Aleteia, que va compaginar amb la tasca acadèmica i on va col·laborar fins al 2023. Va ser vicepresidenta des del 2017 al 2024 de la fundació Catalunya Religió.
Va iniciar la seva tasca docent a la Universitat Pontifícia Gregoriana el 2005 i la va continuar el 2008 a la Universitat Abat Oliba de Barcelona. Des del 2011 és professora a la Universitat Ramon Llull, en concret a la Facultat de Comunicació i Relacions Internacionals Blanquerna, on ha impulsat i dirigeix l'Observatori Blanquerna de Comunicació, Religió i Cultura des del 2012 i la Càtedra de Llibertat Religiosa i de Consciència Blanquerna.
Els seus camps de recerca són el periodisme religiós, el gènere i la religió, la tecnologia i les religions i el diàleg interreligiós. És també la investigadora principal del grup de recerca STreAM (Society, Technology, Religion and Media) a l’Institut de Recerca en Comunicació i Relacions Internacionals de Blanquerna, reconegut per la Generalitat de Catalunya. Des del 2023 també és la presidenta de la International Society for Media, Religion and Culture.
A banda, escriu habitualment a diversos mitjans com el diari El Punt Avui i al ElNacional.

## Publicacions seleccionades
- Micó, Josep-Lluís i Díez Bosch, Míriam (2021). Beatus Technological. Industria 4.0, coronavirus, valores y espiritualidad. Barcelona: Tripodos/Minima
- Díez Bosch, Míriam i Sànchez Torrents, Jordi (eds) (2015). On Blasphemy. Barcelona: Blanquerna Observatory on Media, Religion and Culture
- Díez Bosch, Míriam; Micó, Josep-Lluís; i Carbonell, Josep Maria (eds.) (2015). Catholic Communities Online. Barcelona: Blanquerna Observatory on Media, Religion and Culture